# Cremastus tenebrosus
Cremastus tenebrosus là một loài tò vò trong họ Ichneumonidae.